# 青春よ聴こえてるか
「青春よ聴こえてるか」（せいしゅんよきこえてるか）は、日本のロックバンド (音楽)、かりゆし58の枚目のシングル。2013年（平成25年）5月8日にLD&K Recordsより発売された。

## 概要
2013年1枚目のシングル。本タイトル曲では珍しく、初回盤のプロモーションビデオが収録されていない。

## 収録曲
1. 青春よ聴こえてるか
2. ゆくれベイベー
3. 青春よ聴こえてるか(カラオケ)
4. ゆくれベイベー(カラオケ)